# برزنبروك
برسنبروك (بالألمانية: Bersenbrück) هي بلدة ألمانية تقع في ألمانيا في سكسونيا السفلى.[بحاجة لمصدر] يقدر عدد سكانها بـ 7,962 نسمة .

## المدن التوأمة
مدن غريفينو وTinténiac هي مدن توأمة لـبرسنبروك.